# つくば市情報ネットワークセンター

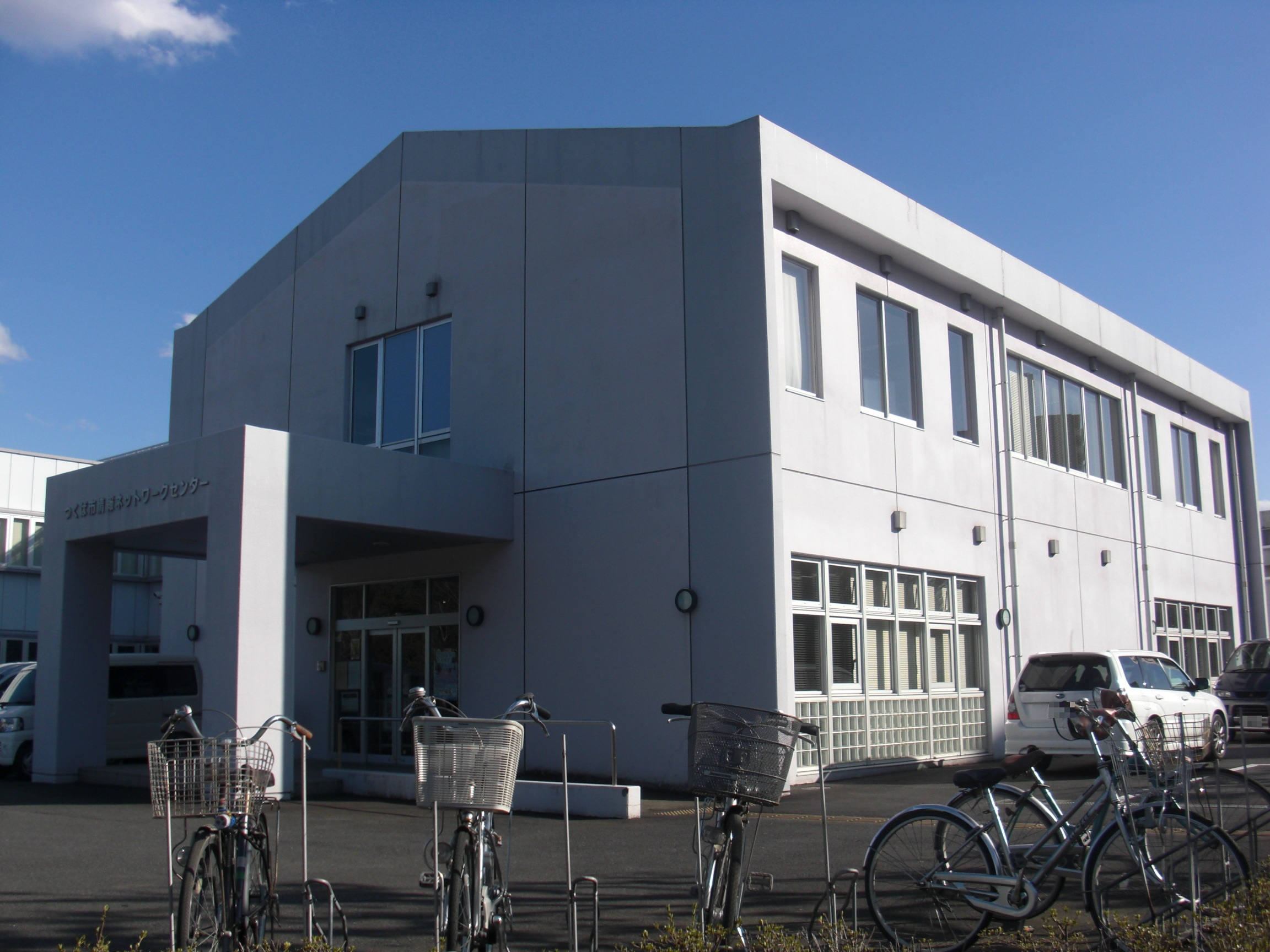
つくば市情報ネットワークセンター

つくば市情報ネットワークセンター（つくばしじょうほうネットワークセンター）は茨城県つくば市吾妻二丁目5番地6にある公共施設である。2000年4月25日オープン。つくば市総務部IT推進課所管。
つくば市の中心市街地であるセンター地区にあり、つくば駅・つくばセンターバスターミナルからは徒歩7分の距離にある。
2010年11月29日、市は同施設の運営業務を廃止することを決めた。廃止後は新しいIT産業を支援する施策など国からの補助金の目的を考慮しながら施設の有効活用をする予定だが、詳しい廃止の時期は決まっていない。2016年（平成28年）現在、つくば市地域職業相談室（つくば市ふるさとハローワーク）が1階に設けられている。